# Zdzisław Prokowski
Zdzisław Prokowski (ur. 10 grudnia 1953 w Chociwlu, zm. 23 listopada 2013 w Szczecinie) – polski doktor habilitowany nauk technicznych w dyscyplinie inżynieria środowiska w zakresie technologii wód i ścieków, nauczyciel akademicki.

## Życiorys
Zdzisław Prokowski po maturze zdanej w Technikum Mechaniczno-Energetycznym w Szczecinie rozpoczął studia na Wydziale Matematyki, Fizyki, Chemii i Astronomii Uniwersytetu Mikołaja Kopernika w Toruniu, które ukończył w 1978 z dyplomem magistra fizyki doświadczalnej. Bezpośrednio po studiach podjął pracę jako nauczyciel akademicki w Zakładzie Fizyki na Wydziale Rolniczym Akademii Rolniczej w Szczecinie kolejno na stanowiskach asystent stażysta, asystent, starszy asystent i adiunkt. Uczestniczył w pracy  zespołu zajmującego się wykorzystaniem metod luminescencyjnych w badaniach reakcji roślin i glonów na czynniki biotyczne i abiotyczne. Głównym przedmiotem jego badań były zjawiska fotoindukowanej luminescencji materiałów biologicznych: projektował, budował i testował aparaturę umożliwiającą badanie fotoindukowanej luminescencji zawiesin materiałów fotoaktywnych w różnych warunkach, w tym fotoindukowanej niefotosyntetycznej luminescencji osadu czynnego biologicznej oczyszczalni ścieków. W 1986 otrzymał stopień naukowy doktora nauk przyrodniczych w zakresie oceanologii na Wydziale Biologii, Geografii i Oceanologii Uniwersytetu Gdańskiego po obronie pracy doktorskiej Wykorzystanie opóźnionej luminescencji w zakresie sekundowym do  określania wybranych parametrów fitoplanktonu. Za te osiągnięcia naukowe otrzymał medal Amicus Scieniae et Veritatis, przyznany przez Szczecińskie Towarzystwo Naukowe. W 2003 uzyskał stopień doktora habilitowanego nauk technicznych w zakresie inżynierii środowiska – technologii wody i ścieków na podstawie rozprawy Nowe sposoby pomiaru parametrów luminescencyjnych glonów jako wskaźników zmian w środowisku oraz dorobku naukowo-dydaktycznego, nadany przez Radę Wydziału Inżynierii Środowiska Politechniki Wrocławskiej. Opublikował jako autor lub współautor 28 prac naukowych, cztery patenty, trzy zgłoszenia patentowe, jest też autorem jednego wdrożenia. Większość wyników jego badań prezentował na konferencjach krajowych i międzynarodowych w postaci doniesień lub posterów (38 opublikowanych prac i streszczeń). W ramach działalności dydaktycznej  prowadził wykłady z fizyki i biofizyki, ćwiczenia z fizyki, biofizyki i informatyki; wykłady i ćwiczenia z elektrotechniki dla studentów kierunku technika rolnicza i leśna. Jest współautorem pięciu skryptów z fizyki, promotorem pięciu prac magisterskich. Należał do Polskiego Towarzystwa Biofizycznego i Polskiego Towarzystwa Agrofizycznego.  
Zdzisław Prokowski został pochowany na Cmentarzu Komunalnym w rodzinnym Chociwlu.

## Wybrane publikacje
- Use of the delayed luminescence test for evaluation of changes in frost-resistance of winter wheat. „Acta Agrobot.” 1985, 38, 1, s.5-10 (wsp. Aleksander Bróstowicz, Antoni Murkowski, Edward Grabikowski)[5]
- Nowe sposoby pomiaru parametrów luminescencyjnych glonów jako wskaźników zmian w środowisku. Wydaw. Akademia Rolnicza w Szczecinie, Seria Rozprawy nr 205, Szczecin 2002, 109 ss.[6]
- Zastosowanie metody luminescencyjnej do oznaczania chlorofilu a w fitoplanktonie. „Acta Agroph.” 2003, 93, s.43-54 (wsp. Antoni Murkowski)[7]
- Konduktometryczna metoda oceny mrozoodporności roślin. „Acta Agroph.” 2003, 93, s.11-15 (wsp. Aleksander Bróstowicz)[8]
- The use of the delayed luminescence method for determinations of chlorophyll a concentrations in phytoplankton. „Oceanol. Hydrobiol. Stud.” 2009, 38, 3, s.43-49[9]
- Application of the long-term delayed luminescence for study of natural water environments. „Oceanography” ed. Marco Marcelli. IntechOpen 2012, s.79-94. ISBN 978-953-51-0301-1 (wsp. Lilla Mielnik)

## Patenty
- Sposób pomiaru koncentracji biomasy fitoplanktonu. Zgłoszenie P. 239757 z 23.12.1982. Patent nr 132607 (1987) (wsp. Antoni Murkowski)[10]
- Kuweta przepływowa do badania luminescencji płynów. Zgłoszenie P. 264474 z 04.03.1987. Patent nr 155522 (1992) (wsp. Włodzimierz Puzyna)[11]
- Urządzenie do ciągłego luminescencyjnego pomiaru koncentracji biomasy fitoplanktonu w wodzie. Zgłoszenie P. 346092 z 22.02.2001. Patent nr 194545 (2006)[12]
- Kuweta przepływowa do badania luminescencji płynów i zawiesin. Zgłoszenie P.346737 z 27.03.2001. Patent nr 200390 (2007)[13]

## Odznaczenia
- Srebrny Krzyż Zasługi (2004)[14]
- Medal Amicus Scieniae et Veritatis (1988)